# Падерно Дуњано
Падерно Дуњано (итал. Paderno Dugnano) је насеље у Италији у округу Милано, региону Ломбардија.
Према процени из 2011. у насељу је живело 46235 становника. Насеље се налази на надморској висини од 166 м.

## Становништво
Према резултатима пописа становништва 2011. у општини је живело 46.562 становника.
| 1931. | 1936.  | 1951.  | 1961.  | 1971.  | 1981.  | 1991.  | 2001.  | 2011.  |
| ----- | ------ | ------ | ------ | ------ | ------ | ------ | ------ | ------ |
| 9.741 | 10.586 | 14.218 | 31.704 | 35.172 | 39.129 | 43.963 | 45.444 | 46.562 |

## Партнерски градови
- Инђија